# Turobin Stary (gromada)
Turobin Stary – dawna gromada, czyli najmniejsza jednostka podziału terytorialnego Polskiej Rzeczypospolitej Ludowej w latach 1954–1972.
Gromady, z gromadzkimi radami narodowymi (GRN) jako organami władzy najniższego stopnia na wsi, funkcjonowały od reformy reorganizującej administrację wiejską przeprowadzonej jesienią 1954 do momentu ich zniesienia z dniem 1 stycznia 1973, tym samym wypierając organizację gminną w latach 1954–1972.
Gromadę Turobin Stary z siedzibą GRN w Turobinie Starym utworzono – jako jedną z 8759 gromad – w powiecie łomżyńskim w woj. białostockim, na mocy uchwały nr 18/V WRN w Białymstoku z dnia 4 października 1954. W skład jednostki weszły obszary dotychczasowych gromad Turobin Stary, Koskowo i Rząśnik ze zniesionej gminy Lubotyń oraz Kaczynek ze zniesionej gminy Szumowo w tymże powiecie. Dla gromady ustalono 11 członków gromadzkiej rady narodowej.
13 listopada 1954 roku gromada weszła w skład nowo utworzonego powiatu zambrowskiego.
1 stycznia 1958 roku gromadę włączono do powiatu ostrowskiego w woj. warszawskim, gdzie równocześnie została zniesiona, a jej obszar włączony do gromady Lubotyń Stary.